# Toda la noche en la calle
«Toda la noche en la calle» es el título de una canción de 2002 interpretada por la banda española de pop Amaral.

## Descripción
Se trata del tercer sencillo del tercer álbum de estudio de la banda, titulado Estrella de mar y fue lanzado al mercado el 15 de julio de 2002.
Se trata de uno de los temas más populares de la banda. En la canción se describen los sentimientos contradictorio y de incomprensión que al narrador le provoca el mundo que le rodea, mencionando un amor efímero, de no más de un mes y animando a vivir la noche con intesidad.
Alcanzó el número 1 de la lista de Los 40 principales el 19 de octubre de 2002.

## Versiones
El tema ha sido versionado por las cantantes Mario y Borja Voces en el talent show de Televisión española Operación Triunfo (2003).
También fue interpretada Ruth Lorenzo en el espacio Tu cara me suena de Antena 3 (2015) y por Natalia Lacunza en el programa de La 1 de TVE La mejor canción jamás cantada (2019).